# Rio Largo
Pour les articles homonymes, voir Rio et Largo.
Rio Largo est une ville brésilienne de l'est de l'État de l'Alagoas.

## Géographie
Sa population était de 65 432 habitants au recensement de 2007. La municipalité s'étend sur 309 km2.